# Bandera de Berlín

Bandera d'ús governamental.

La bandera de la ciutat de Berlín està formada per una tela rectangular dividida en tres bandes horitzontals, essent vermelles les exteriors i blanca la central. L'amplada de la banda central és tres cops l'amplada de cadascuna de les bandes exteriors, i les proporcions generals de la bandera són de 3:5.
A la banda central, la bandera incorpora un os, element central de l'escut de la ciutat, col·locat lleugerament desplaçat cap al costat més proper al pal. La bandera d'estat incorpora no només l'os, sinó l'escut complet de la ciutat, amb la corona i el camper de fons, també lleugerament desplaçat cap al pal. No obstant això, només es va utilitzar fins al 2007, quan l'Abgeordnetenhaus, el parlament estatal, va aprovar un projecte de llei per abolir la bandera estatal. Des de llavors, Berlín només ha tingut una bandera oficial.
El disseny actual de la bandera de Berlín va ser aprovat el 26 de maig de 1954 com a bandera de Berlín Occidental. A partir de 1990 però, la bandera esdevingué el símbol de tota la ciutat després de la reunificació alemanya.

## Banderes històriques

Bandera de 1618-1861
Bandera de 1861-1912
Bandera de 1913-1934 (bandera civil de 1913-1954)
Bandera d'estat de 1934-1954
Bandera de Berlín oriental de 1954-1990
Bandera de Berlín occidental de 1954-1990

## Banderes dels districtes
Cadascun dels dotze districte de Berlín té la seva pròpia bandera formada per les tres franges horitzontals de la bandera de Berlín i carregada amb l'escut de cada districte.

Districte de Charlottenburg-Wilmersdorf
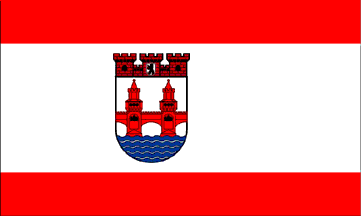
Districte de Friedrichshain-Kreuzberg
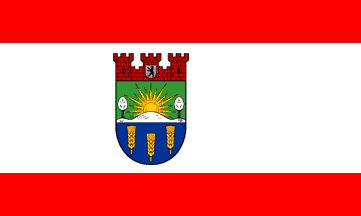
Districte de Lichtenberg
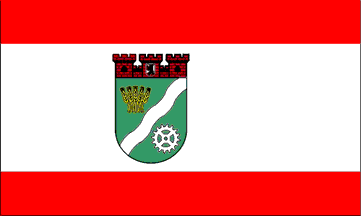
Districte de Marzahn-Hellersdorf
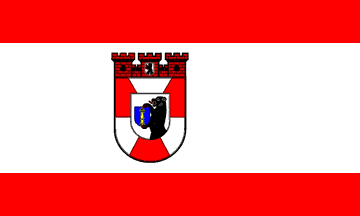
Districte de Berlín-Mitte
Districte de Neukölln
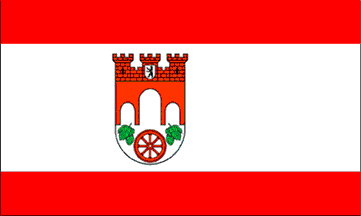
Districte de Pankow
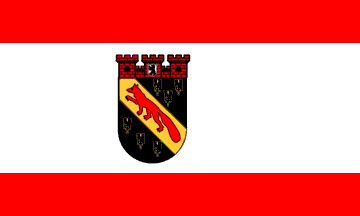
Districte de Reinickendorf
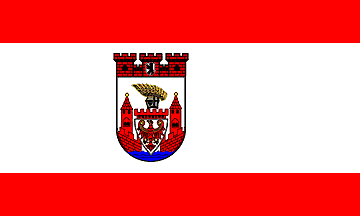
Districte d'Spandau
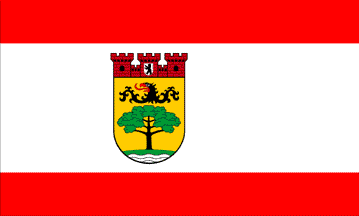
Districte d'Steglitz-Zehlendorf
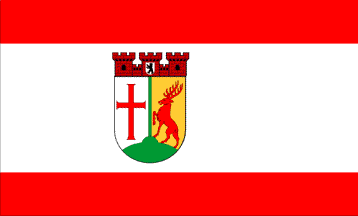
Districte de Tempelhof-Schöneberg
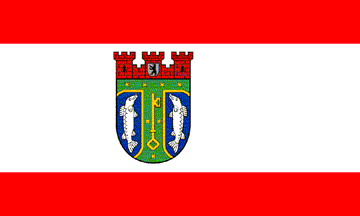
Districte de Treptow-Köpenick